# Oreoneta montigena
Oreoneta montigena là một loài nhện trong họ Linyphiidae.
Loài này thuộc chi Oreoneta. Oreoneta montigena được Ludwig Carl Christian Koch miêu tả năm 1872.